# Streblocera lini
Streblocera lini är en stekelart som beskrevs av Chou 1990. Streblocera lini ingår i släktet Streblocera och familjen bracksteklar. Inga underarter finns listade i Catalogue of Life.